# ماتيلد ويبر
ماتيلد ويبر (بالألمانية: Mathilde Weber)‏ (و. 1829 – 1901 م) هي ناشطة حق تصويت المرأة ألمانية، ولدت في توبينغن، توفيت في توبينغن، عن عمر يناهز 72 عاماً.